# Grupo Louis-Dreyfus
El Grupo Louis-Dreyfus (en francés Groupe Louis-Dreyfus) es un conglomerado multinacional francés que se dedica principalmente al procesamiento y comercialización de bienes de consumo agrícolas, petrolíferos y energéticos. Posee y administra buques transoceánicos, desarrolla y opera infraestructuras de telecomunicaciones, además de tener negocios inmobiliarios.
El grupo tiene su sede multinacional en Ámsterdam bajo el nombre en inglés de Louis-Dreyfus Holding B.V. La grafía sin guion, Louis Dreyfus, a veces también utilizada, viene de Louis Dreyfus, padre del fundador del grupo, Léopold Louis-Dreyfus, quien adoptó tanto para su familia como para su compañía el nombre resultante de la unión del nombre de pila y del apellido de su padre.

## Historia
La compañía fue fundada por Léopold Louis-Dreyfus en 1851. Su nieto Gerard Louis-Dreyfus fue presidente y CEO del grupo hasta el año 2006 y es, a su vez, el padre de la actriz estadounidense Julia Louis-Dreyfus.
Louis-Dreyfus tiene 75 oficinas repartidas en más de 53 países.  Las oficinas principales se encuentran en Pekín, Buenos Aires, Londres, París, San Pablo, Connecticut y Tennessee.  El grupo se dedica a la exploración y producción de gas natural, petróleo crudo y derivados de la industria petroquímica, a la adquisición y explotación de buques de ultramar, al manejo forestal y fabricación de paneles de madera, al desarrollo y la operación de infraestructuras de telecomunicaciones y a la construcción, administración e inversión en inmuebles.
Las ventas agregadas promedio anuales de los años recientes superaron los USD 20 mil millones.